# Bříza tuhá

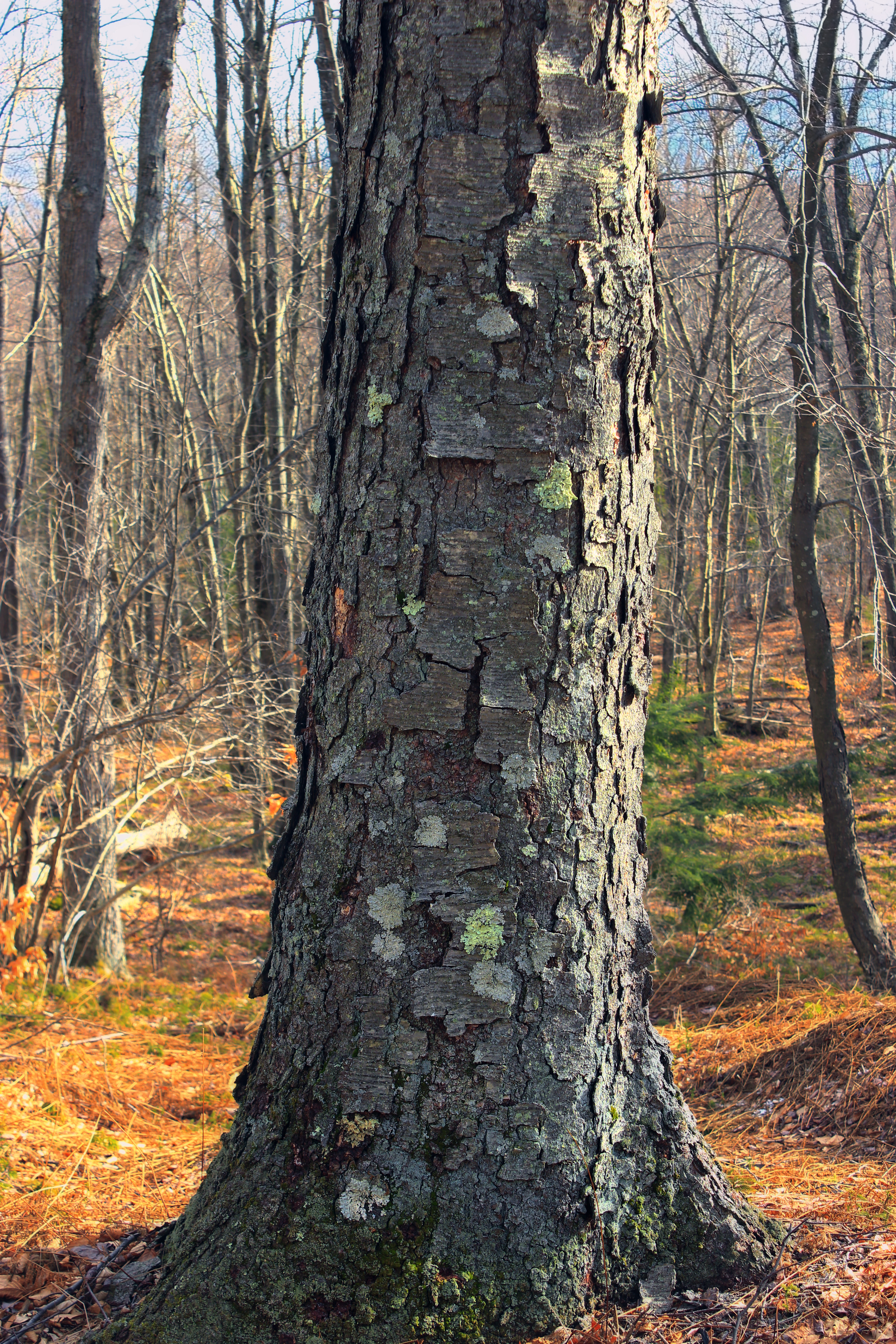
Kmen staršího jedince

Bříza tuhá (Betula lenta) je jednodomý, opadavý strom pocházející z východních oblastí Spojených států amerických. Do Evropy se dostala v druhé polovině 18. století a v Čechách je jako ozdobný parkový strom pěstována v zámeckém parku v Průhonicích již od roku 1890.

## Ekologie
Je to obdobně jako většina druhů rodu bříza nenáročná dřevina, které se nejlépe daří na slunném stanovišti v průběžně vlhké, ale propustné zemině, je však schopná růst i na půdě mělké a kamenité. Je odolná vůči mrazu i působení průmyslových exhalátů, špatně snáší sucho. Má tenkou kůru a je citlivá na přízemní požáry. V domovině roste do nadmořské výšky 1500 m.
Stromy začínají kvést ve věku asi 40 let. Samčí jehnědy se vytvářejí již na podzim a přetrvávají přes zimu, samičí se objevují až na jaře s rašením listů, kvetou v květnu a červnu. Semena dozrávají a začínají vypadávat v říjnu a listopadu. Nejvyšší evidovaný strom je vysoký 21 m a výčetní tloušťku kmene má 147 cm. Jsou známé stromy staré 192 a 265 let. Ploidie druhu je 2n = 28.

## Popis
Listnatý strom vysoký až 20 m, někdy má více kmenů, koruna bývá v mládí jehlanovitá a později kulovitá. Kmen mívá obvyklý průměr 0,6 až 1 m, kůra je zamlada hladká, červenavě hnědá a vonná, u starších jedinců téměř černá a rozpraskaná v hrubé desky. Větve jsou postavené šikmo vzhůru a na koncích mírně převislé, Bohatě rozvětvené kořeny směřují šikmo hluboko do půdy. Letorosty se štíhlými, asi 6 mm dlouhými pupeny se střechovitými šupinami jsou v mládí pýřité a světlejší, později olysávají a získávají tmavě šedou barvu. Střídavě vyrůstající řapíkaté listy mají čepele podlouhle vejčité, 5 až 12 cm dlouhé a 3 až 5 cm široké, na bázi jsou slabě srdčité, na vrcholu zašpičatělé, po obvodě dvojnásobně pilovité, na svrchní straně jasně a na rubové matně zelené; žilnatina má 9 až 12 párů postranních žilek. Listy se na podzim před opadem vybarvují do zlatova.
Samčí jehnědy, vyrůstající na konci větví, mají krátké stopky, jsou svěšené a v době kvetení bývají asi 4 cm dlouhé, květy s nevyvinutým okvětím mají dvě tyčinky s prašníky. Samičí jehnědy, přezimující v pupenech zkrácených výhonů, jsou přisedlé, vzpřímené, válcovité tvaru, 2 až 3 cm dlouhé a 1,5 cm široké, jejich květy vyrůstají ve trojici v úžlabí podpůrných šupin a obsahují po dvou nitkovitých bliznách. Opylovány jsou větrem.
Plody jsou jednosemenné, dvoukřídlé nažky dozrávající ve vzpřímených šišticích. Ve zralosti opadávají i s podpůrnými šupinami a jsou šířené anemochoricky.

## Rozmnožování
Rozmnožuje se semeny (nažkami), vysévanými na podzim do malé hloubky. Klíčí za čtyři až šest týdnů a obvykle jich vzchází jen 10, nejvýše 20 %, během prvého roku nutno semenáče přistiňovat. Stromy rostou poměrně rychle, ve věku 20 let mohou být vysoké až 14 m.

## Význam
Bříza tuhá bývá v České republice nejčastěji pěstována v okrasných parcích, arboretech nebo botanických zahradách jako dřevina nápadná svojí atraktivní kůrou a celkovým habitem. Uplatňuje se ve skupinách, vzácněji je vysazována solitérně. Při situování stanoviště stromu nutno mít na zřeteli ovlivňování okolí velkou spotřebou vody.
Dřevo je tvrdé, pružné a při styku se vzduchem ztmavne, pak se podobá mahagonu, za který bývá vydáváno jako levná náhrada. V místech původu je hojně se vyskytujícím druhem, používá se ke zhotovení nábytku a různých potřeb do domácnosti, pro výrobu papíru a je vyhledávaným palivem.
Z listů obsahujících glykosid gaultherin bývala destilována tzv. libavková silice (Gaultheriae oleum) obsahující methylsalicylát používaný v lékařství. Methylsalicylát je látka dráždící pokožku a sliznici, čímž způsobuje místní překrvení, rozšiřuje cévy a urychluje léčbu zánětlivých pochodů. Dnes se vyrábí synteticky.